# エミリー・ヒューズ
エミリー・ヒューズ（英語: Emily Hughes、1989年1月26日 - ）は、アメリカ合衆国ニューヨーク州グレート・ネック出身の女性フィギュアスケート選手。
2007年全米選手権2位。2006年トリノオリンピック女子シングル7位。実姉は元フィギュアスケート選手で、2002年ソルトレイクシティオリンピック金メダリストのサラ・ヒューズ。

## 人物
父のジョン・ヒューズはアイルランド系カナダ人の法律家で、1969-70全米大学体育協会大会で優勝したコーネル大学アイスホッケーチームの主将だった。母の Amy Pastarnack はユダヤ人の会計士で、 乳癌生存者である。エミリーは乳癌の研究や啓発運動、子供たちや災害被災地のためのチャリティーに取り組んでいる。
6人きょうだいで、姉2人、兄2人、妹がいる。エミリーは5番目で、サラは4番目である。趣味はテニス、ゴルフ、ベーキング。兄と姉の影響で、3歳からスケートを始めた。
2007年6月にグレート・ネック・ノースを卒業し、同年秋にハーバード大学に入学。なおこの際、願書を出した全ての大学から入学を許可されたという。ハーバード進学に伴い、長年指導を受けてきたボニー・レツキンのもとを離れ、スケーティング・クラブ・オブ・ボストンでマーク・ミッチェルとペーター・ヨハンソンに師事することとなった。
2002年、ランダムハウスが出版した Young Dreamers series の1冊、I Am a Skaterを共同執筆。2005年にはニューヨーク・タイムズ・マガジン（12月18日号）で巻頭特集が組まれた。

## 経歴
2001-2002シーズン、初出場の全米選手権ジュニアクラスで11位。翌2002-2003シーズンの同選手権でも11位となった。2003-2004シーズンはイースタン・セクショナルのジュニアクラスで5位に終わり、全米ジュニアに進出できなかった。
2004-2005シーズンから、国内選手権ではシニアクラスに移行。リージョナル優勝、イースタン・セクショナルでは2位となり、全米選手権の出場権を得た。全米選手権では6位となり、 世界ジュニア選手権の代表に選ばれた。そして、自身初めての国際大会となる世界ジュニア選手権で銅メダルを獲得した。
2005-2006シーズン、ISUグランプリシリーズでは出場した2つの大会でいずれも5位だった。トリノオリンピックの代表選考会を兼ねた全米選手権で3位となったが、欠場したミシェル・クワンが特例で代表に選ばれ、ヒューズは当初補欠であった。だがクワンはトリノ五輪開会式の数日後、足の怪我を悪化させて出場辞退を表明、急遽替わってヒューズがトリノ五輪のアメリカ正式代表に繰り上がり出場となる。そのトリノ五輪女子シングル本番ではSP・フリー共に7位、総合でも7位入賞を果たした。つづく世界選手権では8位。
2006-2007シーズン、中国杯で3位となり、自身初となるISUグランプリシリーズの表彰台に立った。全米選手権では前年から順位をひとつ上げて2位となり、四大陸選手権でも2位。世界選手権では9位だった。
2007-2008シーズン、ISUグランプリシリーズでは出場した2つの大会でいずれも4位。全米選手権ではシード権をもっていたが、尻の負傷により欠場した。
2008-2009シーズンに入って、コーチをボニー・レツキンに戻した。ISUグランプリシリーズでは、エリック・ボンパール杯に出場した。
2009-2010シーズン、全米選手権では9位に終わり、バンクーバーオリンピックの出場は果たせなかった。

## 主な戦績
| 大会/年            | 2001-02 | 2002-03 | 2003-04 | 2004-05 | 2005-06 | 2006-07 | 2007-08 | 2008-09 | 2009-10 |
| ------------------ | ------- | ------- | ------- | ------- | ------- | ------- | ------- | ------- | ------- |
| 冬季オリンピック   |         |         |         |         | 7       |         |         |         |         |
| 世界選手権         |         |         |         |         | 8       | 9       |         |         |         |
| 四大陸選手権       |         |         |         |         |         | 2       |         |         |         |
| 全米選手権         | 11 J    | 11 J    |         | 6       | 3       | 2       |         |         | 9       |
| GPスケートアメリカ |         |         |         |         | 5       | 5       | 4       |         | 7       |
| GPエリック杯       |         |         |         |         |         |         |         | 9       |         |
| GPスケートカナダ   |         |         |         |         |         |         | 4       |         |         |
| GP中国杯           |         |         |         |         |         | 3       |         |         |         |
| GPロシア杯         |         |         |         |         | 5       |         |         |         |         |
| 世界Jr. 選手権     |         |         |         | 3       |         |         |         |         |         |

- J = ジュニア

### 詳細
| 2009-2010 シーズン  |                                                            |          |          |          |
| 開催日              | 大会名                                                     | SP       | FS       | 結果     |
| 2010年1月21日-23日  | 全米フィギュアスケート選手権（スポケーン）                 | 8 53.75  | 10 86.85 | 9 140.60 |
| 2009年11月14日-15日 | ISUグランプリシリーズ スケートアメリカ（レークプラシッド） | 11 45.32 | 7 89.99  | 7 135.31 |

| 2008-2009 シーズン  |                                                      |         |         |          |
| 開催日              | 大会名                                               | SP      | FS      | 結果     |
| 2008年11月14日-17日 | ISUグランプリシリーズ エリック・ボンパール杯（パリ） | 8 44.32 | 9 71.16 | 9 115.48 |

| 2007-2008 シーズン  |                                                        |         |          |          |
| 開催日              | 大会名                                                 | SP      | FS       | 結果     |
| 2007年11月1日-4日   | ISUグランプリシリーズ スケートカナダ（ケベックシティ） | 2 58.72 | 4 103.70 | 4 162.42 |
| 2007年10月25日-28日 | ISUグランプリシリーズ スケートアメリカ（レディング）   | 4 47.66 | 5 92.84  | 4 140.50 |

| 2006-2007 シーズン  |                                                              |         |          |          |
| 開催日              | 大会名                                                       | SP      | FS       | 結果     |
| 2007年3月20日-25日  | 2007年世界フィギュアスケート選手権（東京）                   | 6 60.88 | 13 98.18 | 9 159.06 |
| 2007年2月7日-10日   | 2007年四大陸フィギュアスケート選手権（コロラドスプリングス） | 2 55.34 | 2 111.26 | 2 166.60 |
| 2007年1月21日-28日  | 全米フィギュアスケート選手権（スポケーン）                   | 3 62.32 | 2 118.54 | 2 180.86 |
| 2006年11月9日-12日  | ISUグランプリシリーズ 中国杯（南京）                         | 1 56.74 | 3 94.38  | 3 151.12 |
| 2006年10月26日-29日 | ISUグランプリシリーズ スケートアメリカ（ハートフォード）     | 5 57.42 | 6 89.92  | 5 147.34 |
| 2006年10月15日      | キャンベルカップ（シンシナティ）                             | -       | 4 98.62  | 団体2位  |

| 2005-2006 シーズン  |                                                                  |         |          |          |          |
| 開催日              | 大会名                                                           | 予選    | SP       | FS       | 結果     |
| 2006年3月19日-26日  | 2006年世界フィギュアスケート選手権（カルガリー）                 | 3 25.68 | 10 54.23 | 7 104.84 | 8 184.75 |
| 2006年2月10日-26日  | トリノオリンピック（トリノ）                                     | -       | 7 57.08  | 7 103.79 | 7 160.87 |
| 2006年1月7日-15日   | 全米フィギュアスケート選手権（セントルイス）                     | -       | 2 59.11  | 3 106.61 | 3 165.72 |
| 2005年11月24日-27日 | ISUグランプリシリーズ ロシア杯（サンクトペテルブルク）           | -       | 4 46.56  | 7 79.20  | 5 125.76 |
| 2005年10月20日-23日 | ISUグランプリシリーズ スケートアメリカ（アトランティックシティ） | -       | 8 38.74  | 4 88.04  | 5 126.78 |

| 2004-2005 シーズン   |                                                          |          |         |         |         |          |
| 開催日               | 大会名                                                   | クラス   | 予選    | SP      | FS      | 結果     |
| 2005年2月28日-3月6日 | 2005年世界ジュニアフィギュアスケート選手権（キッチナー） | ジュニア | 6 83.12 | 5 51.42 | 3 96.47 | 3 147.89 |
| 2005年1月9日-16日    | 全米フィギュアスケート選手権（ポートランド）             | シニア   | -       | 9       | 6       | 6        |

| 2002-2003 シーズン |                                        |          |      |    |    |      |
| 開催日             | 大会名                                 | クラス   | 予選 | SP | FS | 結果 |
| 2003年1月12日-19日 | 全米フィギュアスケート選手権（ダラス） | ジュニア | -    | 12 | 11 | 11   |

| 2001-2002 シーズン |                                              |          |      |    |    |      |
| 開催日             | 大会名                                       | クラス   | 予選 | SP | FS | 結果 |
| 2002年1月6日-13日  | 全米フィギュアスケート選手権（ロサンゼルス） | ジュニア | -    | 11 | 11 | 11   |

## プログラム使用曲
| シーズン  | SP                                                                         | FS                                                                | EX                                                                     |
| --------- | -------------------------------------------------------------------------- | ----------------------------------------------------------------- | ---------------------------------------------------------------------- |
| 2009-2010 | Caprice Bohemien 作曲：セルゲイ・ラフマニノフ                              | 映画『風と共に去りぬ』サウンドトラック 作曲：マックス・スタイナー |                                                                        |
| 2008-2009 | アイ・ガット・リズム 作曲：ジョージ・ガーシュウィン                        | 映画『風と共に去りぬ』サウンドトラック 作曲：マックス・スタイナー |                                                                        |
| 2007-2008 | アイ・ガット・リズム 作曲：ジョージ・ガーシュウィン                        | カルミナ・ブラーナ 作曲：カール・オルフ                           |                                                                        |
| 2006-2007 | 歌劇『カルメン』より 作曲：ジョルジュ・ビゼー 振付：デヴィッド・ウィルソン | シルヴィア 作曲：レオ・ドリーブ 振付：デヴィッド・ウィルソン      | プラウド・メアリー 作曲：ジョン・フォガティ ボーカル：ティナ・ターナー |
| 2005-2006 | ピアノ協奏曲 作曲：ジョージ・ガーシュウィン                                | 四季 作曲：アレクサンドル・グラズノフ                             |                                                                        |
| 2004-2005 | ピアノ協奏曲 作曲：ジョージ・ガーシュウィン                                | 眠れる森の美女 作曲：ピョートル・チャイコフスキー                 |                                                                        |